# مليكة نجيب
مليكة نجيب أديبة وقاصّة مغربية من مواليد مدينة أرفود، توفيت يوم 5 أبريل 2016.

## سيرتها
حاصلة على الإجازة في الآداب من كلية الآداب والعلوم الإنسانية بالرباط، تابعت دراساتها في القانون والإعلام، واشتغلت متصرفة بالإدارة العمومية.
نشرت أعمالها القصصية في العديد من المنابر المغربية والعربية، منها:
الملحق الثقافي لجريدة العلم، أنوال، الميثاق، الزمان، الثقافة (التونسية)....

## مؤلفاتها
- الحلم الأخضر": مجموعة قصصية، الرباط، 1997.
- «لنبدأ الحكاية»: مجموعة قصصية، الرباط، 2000.
- «السماوي»: مجموعة قصصية، الرباط، 2006.
- «و انفجرت ضاحكة»: مجموعة قصصية، الرباط، 2008.
- «الراكد»: قصة، 2013.

## جوائز
- جائزة ابن بطوطة للأدب الجغرافي للدورة التاسعة للموسم 2013 ـ 2014، عن كتاب: «المرأة في الرحلة السفارية المغربية خلال القرنين 18و19».

## روابط خارجية
- مليكة نجيب على اتحاد كتاب المغرب